# Перелік герцогів Савойських
Герцог Савойський — титул правителя Савойського герцогства у Північній Італії.

## Герцоги
- Амадей VIII: 1391—1440, герцог з 1416
- Людовик I: 1440—1465
- Амадей IX: 1465—1472
- Філібер I: 1472—1482
- Карл I: 1482—1490
- Карл II: 1490—1496
- Філіп II: 1496—1497
- Філібер II: 1497—1504
- 1504—1553: Карло III
- Еммануїл Філіберт: 1553—1580
- Карл Еммануїл I: 1580—1630
- Віктор Амадей I: 1630—1637
- Франциск Гіацинт: 1637—1638
- Карл Еммануїл II: 1638—1675
- Віктор Амадей II: 1675—1730, король Сицилії (1713—1720), потім король Сардинії
- Карл Еммануїл III: 1730—1773
- Віктор Амадей III: 1773—1796
- Карл Емануїл IV: 1796—1802
- Віктор Емануїл I: 1802—1821
- Карл Фелікс: 1821—1831
- Карл Альберт: 1831—1849
- Віктор Емануїл II: 1849—1860

## Герцогині
- 1521—1538: Беатриса Португальська, дружина савойського герцога Карло III.